# Albas, Lot
Albas là một xã thuộc tỉnh Lot trong vùng Occitanie phía tây nam nước Pháp. Xã này nằm ở khu vực có độ cao trung bình 107 mét trên mực nước biển.
Dân số năm 1999 của Albas là 545 người. Danh xưng dân địa phương trong tiếng Pháp là Albasois.